# Kushtia Sadar
Kushtia Sadar è un sottodistretto (upazila) del Bangladesh situato nel distretto di Kushtia, divisione di Khulna. Si estende su una superficie di 316,26 km² e conta una popolazione di 502.255 abitanti (dato censimento 1991).